# Скала-2 (Моршин)
 «Скала-2» Моршин — аматорський футбольний клуб із міста Моршин  Львівської області, який виступає у  Прем'єр-лізі Львівської області. «Скала-2» є Фарм-клубом стрийської «Скали»

## Виступи команди в чемпіонаті області

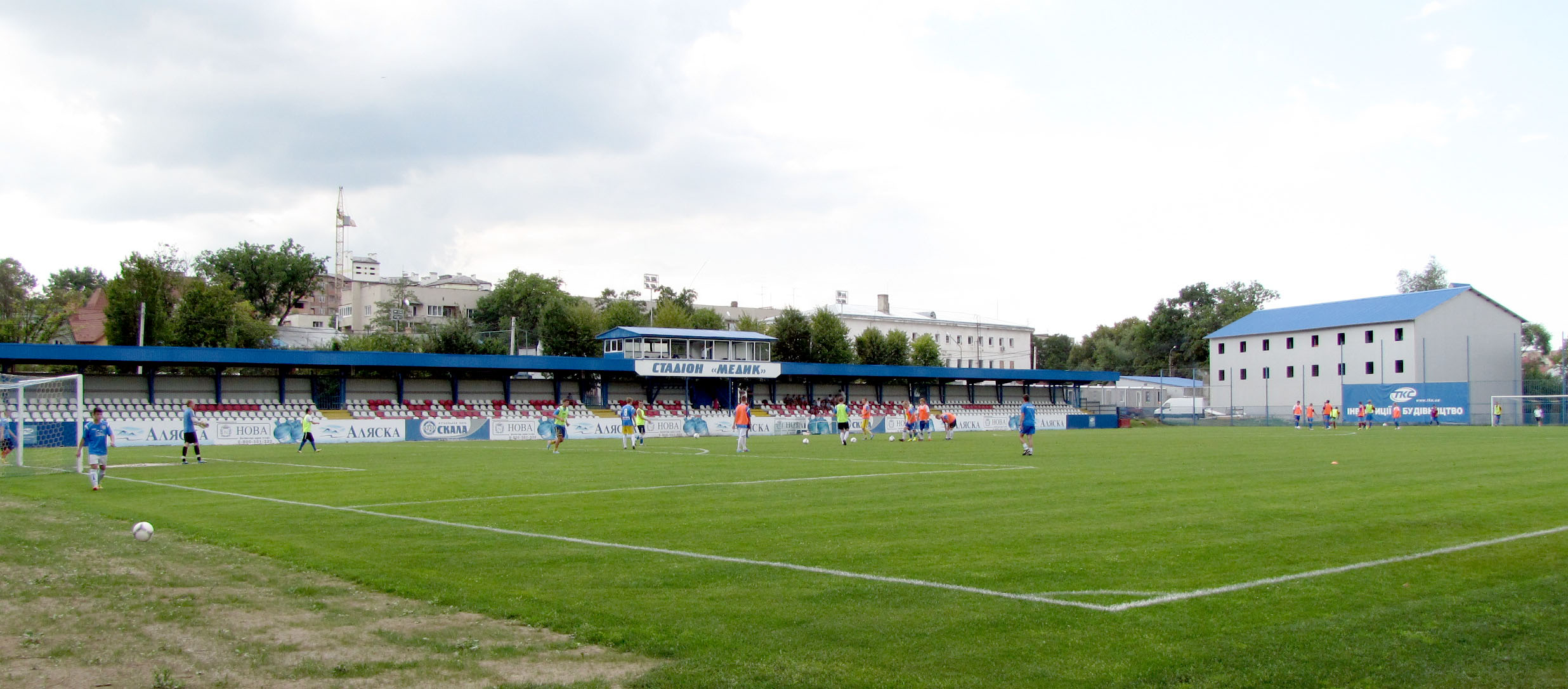
Стадіон «Медик» у місті Моршин

В  Чемпіонаті Львівської області з футболу команда стартувала 2010 року, після того як стрийська «Скала», яка виступала в чемпіонаті області, стартувала в Чемпіонаті України серед команд другої ліги.
«Скала-2» проводить матчі на стадіоні «Медик» у Моршині, місткість якого 817 сидячих місць та 20 місць у ложі для почесних гостей.
За короткий час виступів у Чемпіонаті області команда не здобула ніяких титулів, оскільки основу команди складають молоді вихованці місцевої Академії футболу, яким важко добиватись результату в матчах із старшими за віком суперниками.

### Результати виступів команди в чемпіонаті області
| Сезон  | Місце    | І  | В  | Н | П  | М      | О  |
| ------ | -------- | -- | -- | - | -- | ------ | -- |
| 2010   | 11 із 12 | 22 | 4  | 5 | 13 | 27−39  | 17 |
| 2011   | 7 з 10   | 18 | 6  | 2 | 10 | 21−33  | 20 |
| 2012   | 8 з 10   | 18 | 4  | 1 | 13 | 17−36  | 13 |
| Всього | 3 сезони | 58 | 14 | 8 | 36 | 65−108 | 50 |

Значно краще ідуть справи у юнацької команди, якій часто не вистачає одного «кроку» до завоювання чемпіонського титулу:
Результати виступів юнацького складу команди «Скала-2» Моршин у Чемпіонаті області:
| Сезон  | Місце    | І  | В  | Н  | П | М      | О   |
| ------ | -------- | -- | -- | -- | - | ------ | --- |
| 2010   | 6 із 12  | 22 | 9  | 6  | 7 | 44−23  | 33  |
| 2011   | 2 з 10   | 18 | 13 | 5  | 0 | 49−15  | 44  |
| 2012   | 2 з 9    | 16 | 11 | 4  | 1 | 57−10  | 37  |
| Всього | 3 сезони | 56 | 33 | 15 | 8 | 150−48 | 114 |

## Склад основної команди (2012р.)
Головний тренер — Анатолій Петрик
| Гравець                | Дата народження | Зіграно матчів | Забито/ пропущено м'ячів | Попереджень/ вилучень |
| ---------------------- | --------------- | -------------- | ------------------------ | --------------------- |
| Антонів Юрій           | 12.05.1983      | 6              | 1                        | 2                     |
| Білий Василь           | 13.03.1990      | 3              | 1                        | 1                     |
| Богаткін Назар         | 23.05.1995      | 7              |                          |                       |
| Водзінський Євген      | 22.02.1995      | 1              |                          |                       |
| Гала Микола            | 26.02.1991      | 4              | 3п                       | 0/1                   |
| Гандзюк Андрій         | 02.01.1994      | 13             |                          | 4                     |
| Гладинець Євген        | 30.09.1995      | 8              |                          | 3                     |
| Голей Андрій           | 11.11.І995      | 7              | 1                        | 1                     |
| Даниляк Юрій           | 15.04.1995      | 4              |                          |                       |
| Дністрян Віталій       | 31.03.1990      | 1              |                          |                       |
| Желіско Андрій         | 01.01.1995      | 11             |                          | 1                     |
| Зайченко Микита        | 25.09.1994      | 6              |                          |                       |
| Іванов Роман           | 18.12.1993      | 4              | 2                        | 1                     |
| Кайдрович Володимир    | 01.І1.1993      | 9              |                          |                       |
| Кміть Назар            | 11.09.1993      | 12             |                          | 4/1                   |
| Ковальчук Андрій       | 17.08.1993      | 3              |                          |                       |
| Козак Роман            | 01.12.1992      | 4              | 1п                       |                       |
| Коропецький Василь     | 24.09.1986      | 1              |                          |                       |
| Кузів Віктор           | 31.01.1996      | 1              |                          |                       |
| Лазаренко Віталій      | 22.04.1995      | 7              | 1                        | 1                     |
| Лема Володимир         | 04.08.1993      | 7              |                          | 2                     |
| Мазур Юрій             | 03.10.1990      | 4              | 1                        | 1                     |
| Мацько Назар           | 28.09.1993      | 6              | 1                        |                       |
| Мельниченко Володимир  | 11.02.1990      | 7              | 15п                      |                       |
| Могилецький Вадим      | 21.03.1994      | 7              | 2                        |                       |
| Моісеєнков Дмитро      | 09.03.1994      | 10             | 10п                      |                       |
| Нагорний Павло         | 24.05.1993      | 7              | 1                        | 2                     |
| Пітел Сергій           | 10.09.1995      | 8              |                          | 1                     |
| Пришнівський Володимир | 05.02.1993      | 1              |                          |                       |
| Пуровець Владислав     | 01.03.1995      | 1              |                          |                       |
| Самолюк Юрій           | 08.01.1994      | 5              | 1                        | 1                     |
| Сідельник Петро        | 16.02.1993      | 1              |                          |                       |
| Скидан Валерій         | 12.04.1994      | 6              |                          |                       |
| Скоцький Богдан        | 25.10.1992      | 2              | 1                        | 1                     |
| Созанський Іван        | 30.03.1994      | 15             |                          | 1                     |
| Стасюк Петро           | 24.02.1995      | 10             |                          |                       |
| Цинькевич Роман        | 04.03.1994      | 9              |                          |                       |
| Цівка Олег             | 16.04.1995      | 6              |                          | 1                     |
| Цюцюра Василь          | 26.02.1994      | 7              | 1                        | 1                     |
| Яната Артур            | 31.10.1995      | 8              |                          | 2                     |
| Янко Володимир         | 07.02.1995      | 1              | 4п                       |                       |

У грі з «Гірником» (Соснівка), після вилучення Миколи ГАЛИ, Роман КОЗАК зайняв місце у воротах і пропустив 1 м'яч.